# Михальский, Евгений Иосифович
Евге́ний Ио́сифович Миха́льский (21 января 1897, Летичев — 15 октября 1937, Киев) — поэт на языке эсперанто, деятель рабочего эсперанто-движения. Писал также под псевдонимами Torentano, Revulo, Profetivski. Эсперантской литературной критикой признан ведущим «пролетарским советским поэтом» на эсперанто.

## Биография
Е. Михальский родился 21 января 1897 года в Летичеве (Украина). Начал изучать эсперанто
в 1911 году. Окончил гимназию в Вознесенске. Последующие годы его жизни были связаны
с Одессой, Саратовым и Донецком.
В 1917 году Е. Михальский основал литературный эсперанто-журнал Libera Torento («Свободный поток»), в котором были опубликованы его первые оригинальные и переводные стихотворения. Довольно
рано вступил во Всемирную вненациональную ассоциацию; сотрудничал с журналами Sennacieca Revuo (Вненациональное обозрение), La Nova Epoko (Новая эпоха), Bulteno de SEU (Бюллетень Союза эсперантистов советских республик), Internaciisto (Интернационалист) и La Nova Etapo (Новый этап). По основному роду занятий был библиотекарем, преподавателем русского языка и литературы.
Был одним из сооснователей IAREV (Международной ассоциации революционных писателей на эсперанто), играл ведущую роль в активизации этой организации в 1934 году (после ареста её председателя Людвига Ренна). Редактировал журналы Proleta Literaturo (Пролетарская литература) и Internacia Literaturo (Международная литература).
Был арестован сотрудниками НКВД 16 марта 1937 года по ложному обвинению в участии в антисоветской троцкистской организации. Расстрелян 15 октября 1937 года в Киеве, реабилитирован
в 1958 году.

## Произведения

### Поэтические сборники
- La Unua Ondo (Первая волна), 1918
- Du Poemoj (Две поэмы), 1922
- Prologo (Пролог), 1929
- Fajro kuracas (Огонь лечит), 1932
- Kantoj de Amo kaj Sopiro (Песни любви и тоски), 1934
- Plena Poemaro (Полное собрание сочинений), 1994 (под ред. У. Олда)

## Оценки творчества
Е. Михальский был мастером свободных форм (в частности, он был одним из самых первых эсперанто-поэтов, использовавших наряду с классическими формами «свободную поэзию»; довольно часто он использовал также «экспериментальные» грамматические формы). В первых сборниках главной темой является «обнажённая любовь».
Начиная с «Пролога» в его творчестве появляются социалистические нотки, сборник «Fajro kuracas»
уже целиком посвящён «революционной поэзии». Вклад Е. Михальского в литературу на эсперанто нередко сравнивается с революционной поэзией В. Маяковского. По оценке отдельных критиков, более выразительная поэзия едва ли находима среди всех эсперанто-поэтов.
Стихотворения Е. Михальского издавались в переводах на украинский язык.